# JR貨物U51D形コンテナ
U51D形コンテナ（U51Dがたコンテナ）は、日本貨物鉄道（JR貨物）輸送用として籍を編入している31ft私有コンテナ（有蓋コンテナ）である。
1999年度より製造された。
形式の数字部位 「 51 」は、コンテナの容積を元に決定される。このコンテナ容積51㎥の算出は、厳密には端数四捨五入計算の為に、内容積50.5 - 51.4㎥の間に属するコンテナが対象となる。
また形式末尾のアルファベット一桁部位 「 D 」は、コンテナの使用用途（主たる目的）が 「 特殊な構造をしたコンテナ 」を表す記号として付与されている。
主な割り当て事例として、当形式に該当している「スワップボディ仕様」の他、「電源コンテナ仕様」 ・ 精密機器輸送用で、床面が免震構造のために二重になっている「ダブルデッキ仕様」などがある。